# Josef Matouš (skokan na lyžích)
Josef Matouš (6. ledna 1942, Poděbrady – 20. listopadu 1999) byl československý skokan na lyžích, který závodil v letech 1963 až 1974. Jeho největším úspěchem bylo čtvrté místo v závodě na středním můstku na Zimních olympijských hrách 1964 v rakouském Innsbrucku. Matouš po prvním kole dokonce vedl (vytvořil rekord můstku), ale nakonec mu medaile těsně unikla . Na těchto olympijských hrách byl vlajkonošem československé výpravy.
Dvakrát obsadil třetí místo na dílčích závodech Turné čtyř můstků - pokaždé to bylo v úvodním podniku v německém Oberstdorfu. V roce 1968 ho porazili Nor Bjørn Wirkola a krajan Jiří Raška, o rok později Rus Garij Napalkov a Manfred Queck z NDR.
V roce 1973 skončil 2x druhý na akademickém mistrovství světa. Na domácích mistrovství získal pět titulů .